# Patrick Perret
Pour les articles homonymes, voir Perret.
Patrick Perret est un ancien coureur cycliste français, né à La Rochelle le 6 novembre 1953. 

## Biographie
Professionnel de 1975 à 1984, cet athlète d'un mètre 80 et de 75 kilos, commence sa carrière professionnelle sous les couleurs de Jean de Gribaldy. Perret est sociétaire au club cycliste local de l'ASPTT Besançon. 

## Palmarès

### Palmarès amateur
- Amateur
  - 1969-1974 : 88 victoires
- 1972
  - Championnat de Franche-Comté
  - Tour du Haut-Marnais
  - 2e de la Flèche d'or (avec Henri-Paul Fin)
- 1973
  - Grand Prix de France
  - 3e du championnat de France de poursuite amateurs
  - 3e du Grand Prix des Nations
- 1974
  -  Champion du monde militaires du contre-la-montre par équipes
  - Grand Prix de France
  - 5e étape du Grand Prix Guillaume Tell
  - 1re étape du Tour du Gévaudan
  - Contre-la-montre de Nice-Bourg
  - 2e de Nice-Bourg
  -  Médaillé d'argent du championnat du monde militaires du contre-la-montre
  - 3e du Tour du Gévaudan
  - 3e de Paris-Vierzon
  - 3e du Trophée Baracchi amateurs (avec Hubert Mathis)

### Palmarès professionnel
| - 1975 - Lauréat du Trophée du R.O.C.C. - 3e de l'Étoile de Bessèges - 3e du Tour méditerranéen - 3e de Draguignan-Seillans - 3e de l'Étoile des Espoirs - 8e du Grand Prix des Nations - 1976 - 5e étape de l'Étoile de Bessèges - 2e étape du Grand Prix du Midi libre - 2e du Grand Prix de Plouay - 3e du Tour de Corse - 10e du Grand Prix du Midi libre - 1977 - 3e de Paris-Bourges | - 1978 - 8e du Grand Prix du Midi libre - 1980 - 2e du Tour de l'Aude - 1981 - 2eb étape de Paris-Nice (contre-la-montre par équipes) - 1982 - Classement général du Tour d'Indre-et-Loire - 3e étape Critérium du Dauphiné libéré - 1983 - 1reb étape de l'Étoile des Espoirs (contre-la-montre par équipes) - 3e de Châteauroux-Limoges |  |

## Résultats sur les grands tours

### Tour de France
8 participations 
- 1975 : abandon (20e étape)
- 1976 : abandon (15e étape)
- 1977 : non partant (20e étape)
- 1978 : 29e
- 1979 : abandon (12e étape)
- 1980 : 71e
- 1981 : 44e
- 1982 : 48e

### Tour d'Italie
1 participation
- 1979 : 25e